# Abaria uchinara
Abaria uchinara är en nattsländeart som beskrevs av Schmid 1982. Abaria uchinara ingår i släktet Abaria och familjen Xiphocentronidae. Inga underarter finns listade i Catalogue of Life.